# 伊夫林矛非鯽
伊夫林矛非鯽（学名：Docimodus evelynae）為輻鰭魚綱鱸形目隆頭魚亞目慈鯛科的其中一種，分布於非洲馬拉威湖流域，棲息深度76-128公尺，體長可達20.1公分，棲息在岩石區水域，稚魚以岩石上的附著生物及浮游生物為食，成魚則以魚類鱗片及皮膚為食，生活習性不明，可作為觀賞魚。

## 擴展閱讀
維基物種上的相關：伊夫林矛非鯽